# 中国共产党中央委员会社会部
中国共产党中央委员会社会部，简称中共中央社会部，是中国共产党中央委员会已撤销的负责情报和反情报工作的直属部门。成立于1939年，中共中央社会部由中共中央保卫委员会改制并统一领导地下工作。1940年起与中共中央敌区工作委员会合署办公。1941年起与中共中央情报部合署办公。1949年中华人民共和国成立，中共中央社会部解散，其职能由公安部和中央人民政府人民革命军事委员会总情报部分工承担。

## 历史
1936年10月，中共中央成立白区工作委员会，周恩来任书记、张浩（林育英）任副书记。1937年12月，中央白区工作委员会改称中央敌区工作委员会。不久，周恩来去国统区工作，白区工作委员会主任一职由张浩（林育英）和康生先后担任。潘汉年任副主任，秘书长王中。
1938年春，“中国共产党中央委员会保卫委员会”成立，主任为康生。1939年2月28日，中共中央书记处作出《关于成立社会部的决定》“目前日寇汉奸及顽固分子用一切方法派遣奸细企图混入我们的内部进行阴谋破坏工作，为了保障党的组织的巩固，中央决定在党的高级组织内成立社会部。”
1939年10月，中共中央保卫委员会改为“中国共产党中央委员会社会部”，负责中共情报与反情报工作，部长为康生。成立陕北公学和西北公学，并举办多期培训班。1940年8月18日，中国共产党中央委员会敌区工作委员会同中共中央社会部合署办公，对外仍采用中共中央敌区工作委员会名义，中央敌区工作委员会主任周恩来、副主任康生，秘书长吴德。各地社会部设置：
- 中共中央西北局社会部，部长张邦英
  - 陕甘宁边区政府保安处，处长周兴
- 中共中央华中局社会部，部长潘汉年
- 中共中央北方局社会部，部长杨奇清
- 中共中央山东分局社会部，部长刘居英
- 中共中央晋绥分局社会部，部长周怡、副部长邹大鹏
- 中共中央晋察冀分局社会部，部长许建国
- 中共中央南方局社会部，部长秦邦宪

1941年9月，中国共产党中央委员会成立中国共产党中央委员会情报部，康生兼任部长，副部长有王稼祥（八路军总政治部主任）、叶剑英（八路军副总参谋长）、李克农（开国上将）。1943年精简机关，中共中央情报部与中共中央社会部合署办公。
抗战结束后，李克农任副部长。1949年中华人民共和国成立，中共中央社会部解散，其下属部门依职能被划分到中央人民政府公安部和中央人民政府人民革命军事委员会总参谋部联络部（1950年12月10日至1953年1月29日，联络部隶属中央军委总情报部）之中。

## 历任部长
1. 康生（1939年10月—1948年），副部长孔原、潘汉年（1939年10月-），李克农（1941年3月），陈刚（1945年11月-1949年8月）、谭政文（1948年6月-1949年11月）、刘少文（1948年5月）、罗青长。
2. 李克农（1948年5月，任代理部长）